# Gnidia rubrocincta
Gnidia rubrocincta är en tibastväxtart som beskrevs av Ernest Friedrich Gilg. Gnidia rubrocincta ingår i släktet Gnidia och familjen tibastväxter. Inga underarter finns listade i Catalogue of Life.